# Эрскин (Орегон)
Эрскин (англ. Erskine) — невключённая территория, расположенная в округе Шерман штата Орегон, США. Эрскин расположен между Моро и Грасс-Валли на дороге Эрскин-Роад к западу от автомагистрали U.S. 97.

## История
Эрскин несколько раз менял название, включая Эрскинвилл, Эрскин-Спрингс и Миллра. Почтовое отделение Эрскин было основано в 1882 году. Первым почтмейстером был Абиэл Эрскин. В 1900 году компания Columbia Southern Railway назвала место Эрскинвиллом, когда пролагала железную дорогу через него, но позже Union Pacific переименовала его в Эрскин. В 1907 году почтовое отделение было закрыто. На картах Эрскин появился лишь в XXI веке.